# Xã Troy, Quận Perry, Indiana
Xã Troy (tiếng Anh: Troy Township) là một xã thuộc quận Perry, tiểu bang Indiana, Hoa Kỳ. Năm 2010, dân số của xã này là 11.965 người.